# Ancylorhynchus striatus
Ancylorhynchus striatus là một loài ruồi trong họ Asilidae. Ancylorhynchus striatus được Oldroyd miêu tả năm 1970. Loài này phân bố ở vùng nhiệt đới châu Phi.